# Hannibal (Ohio)
Hannibal es un lugar designado por el censo ubicado en el condado de Monroe en el estado estadounidense de Ohio. En el Censo de 2010 tenía una población de 411 habitantes y una densidad poblacional de 142,32 personas por km².

## Geografía
Hannibal se encuentra ubicado en las coordenadas 39°40′18″N 80°52′27″O / 39.67167, -80.87417. Según la Oficina del Censo de los Estados Unidos, Hannibal tiene una superficie total de 2.89 km², de la cual 2.89 km² corresponden a tierra firme y (0%) 0 km² es agua.

## Demografía
Según el censo de 2010, había 411 personas residiendo en Hannibal. La densidad de población era de 142,32 hab./km². De los 411 habitantes, Hannibal estaba compuesto por el 97.81% blancos, el 0% eran afroamericanos, el 0.73% eran amerindios, el 0% eran asiáticos, el 0% eran isleños del Pacífico, el 0% eran de otras razas y el 1.46% pertenecían a dos o más razas. Del total de la población el 0.97% eran hispanos o latinos de cualquier raza.